# Écajeul
Écajeul is een dorp in de Franse gemeente Mézidon Vallée d'Auge in het departement Calvados. Écajeul ligt ten noordoosten van de Dives. Ten noorden van Écajeul ligt het gehucht Soquence.

## Geschiedenis
In de 12de eeuw werd de plaats vermeld als onder meer Eschaljoleth, Vicus cui nomen est Scajoliolum, Scagiola, Escageol, enz. De 18de-eeuwse Cassinikaart duidt de plaats aan als Eſcajeul.
Op het eind van het ancien régime werd Écajeul een gemeente. In 1831 werd de kleine buurgemeente Soquence opgeheven en bij Écajeul gevoegd.
In 1973 werd de gemeente Écajeul, samen met de gemeenten Sainte-Marie-aux-Anglais en Saint-Crespin, bij de gemeente Le Mesnil-Mauger gevoegd in een zogenaamde "fusion association". Op 1 januari 2017 ging deze gemeente op in de commune nouvelle Mézidon Vallée d'Auge.

## Bezienswaardigheden
- De Église Saint-Pierre
- Het Manoir d'Ecajeul of Fort Basseville is een 16de-eeuws fort en landhuis dat in 1930 als monument historique werd geklasseerd

Lijst van Franse gemeenten · Arrondissement Lisieux · Calvados · Normandië